# فاديم رابينوفيتش
فاديم رابينوفيتش (بالعبرية: ודים רבינוביץ') (بالأوكرانية: Вадим Зіновійович Рабинович) مواليد 4 أغسطس 1953 في أوكرانيا، ملياردير ورجل أعمال إسرائيلي-أوكراني يهودي.
رئيس المؤتمر اليهودي الأوكراني، ومالك قناة «جويش نيوز 1» التلفزيونية.